# Pulau Maria
Pulau Maria is een bestuurslaag in het regentschap Asahan van de provincie Noord-Sumatra, Indonesië. Pulau Maria telt 4770 inwoners (volkstelling 2010).